# 104 v.Chr.

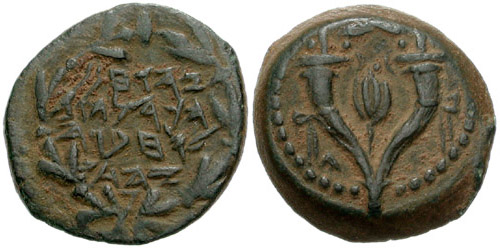
Munt van Johannes Hyrcanus

Het jaar 104 v.Chr. is een jaartal in de 2e eeuw v.Chr. volgens de christelijke jaartelling.

## Gebeurtenissen

### Italië
- In Rome heerst paniek na de Germaanse overwinningen in Gallië. De Senaat benoemt Gaius Marius voor de tweede keer tot consul van het Imperium Romanum.
- Marcus Aemilius Scaurus wordt als praefectus annonae aangesteld en houdt toezicht op de graanvoorraad van Rome.
- Jugurtha, koning van Numidië, wordt in een triomftocht meegevoerd en opgesloten in de Mamertijnse gevangenis onder het Capitool. Daarna wordt hij terechtgesteld.
- Begin van de Tweede Slavenoorlog, Salvius leidt op Sicilië een opstand tegen de Romeinen. Hij kroont zichzelf tot koning Tryphon en verzameld een slavenleger (± 20.000 man).

### Europa
- De Cimbren verlaten de Rhône-vallei en trekken plunderend door Hispania. De Iberiërs houden de Germanen echter tegen en drijven ze terug naar Gallië.

### Numidië
- Het Numidische Rijk wordt schatplichtig aan Rome en wordt verdeeld in twee afhankelijke koninkrijken. Bocchus I krijgt het westelijke deel, (Mauretania), en Gauda (104 - 88 v.Chr.), een neef van Massinissa, krijgt het oostelijke deel.

### Palestina
- Aristobulus I (104 - 103 v.Chr.) volgt zijn vader Johannes Hyrcanus op als koning en hogepriester van de Joodse Hasmonese staat. Hij laat uit vrees voor een staatsgreep zijn moeder en drie broers in de gevangenis opsluiten.
- Aristobulus I verovert met het Joodse vrijheidsleger Galilea en laat nederzettingen bouwen, waaronder Nazareth.

### China
- Keizer Han Wudi verovert Oost-Turkestan (huidig Sinkiang), het autonome gebied wordt een protectoraat van het Chinese Keizerrijk.

## Geboren
- Julia Antonia (~104 v.Chr. - ~38 v.Chr.), moeder van Marcus Antonius
- Marcus Valerius Messalla, Romeins consul en staatsman

## Overleden
- Johannes Hyrcanus, koning van de Joodse Hasmonese staat (Israël)
- Jugurtha (~160 v.Chr. - ~104 v.Chr.), koning van Numidië (56)